# Myst IV: Objawienie
Myst IV: Objawienie (ang. Myst IV: Revelation) – czwarta część serii gier przygodowych Myst, wyprodukowaną i wydaną przez Ubisoft. Objawienie była pierwszą grą z serii wydaną tylko na płytach DVD; wersja na płytach CD nie została wydana, ponieważ wszystkie dane zajmowałyby ponad dziesięć takich płyt. Tak jak Myst III: Exile, Objawienie łączy prerenderowaną grafikę z cyfrowym wideo, ale zastosowano tu także efekty 3D w czasie rzeczywistym dla dodania realizmu.
Akcja Objawienia wiąże się z zakończeniem oryginalnego Mysta. Gracz zostaje wezwany przez Atrusa, człowieka, który potrafi tworzyć połączenia do innych światów, zwanych Wiekami, poprzez pisanie specjalnych ksiąg. Blisko dwadzieścia lat temu dwaj synowie Atrusa – Sirrus i Achenar – zniszczyli niemal wszystkie jego księgi łączące i zostali przez to uwięzieni. Atrus pragnie dowiedzieć się, co się z nimi dzieje w ich więzieniach. Wykorzystując swoje zdolności buduje w nich zabezpieczone pomieszczenia dzięki któremu mogą się spotykać, lecz bracia wykorzystują to aby się wydostać. W wyniku ich knowań córka Atrusa, Yeesha, zostaje porwana. Gracz musi przemierzyć Wieki więzienne Sirrusa i Achenara, aby ją uratować.
Produkcja Objawienia trwała ponad trzy lata. Ubisoft zatrudnił około osiemdziesięciu pracowników do tworzenia gry. Muzyk Peter Gabriel użyczył swojego głosu i piosenki do oprawy dźwiękowej. Ścieżka dźwiękowa została nagrana przez kompozytora muzyki do poprzedniej części – Jacka Walla. Gra została przyjęta pozytywnie. Recenzenci chwalili imponującą oprawę graficzną, dźwiękową i zagadki. Publikacje takie jak Computer Gaming World miały problem z systemem sterowania gry. Objawienie było ostatnią grą z serii, w której oprawa graficzna łączyła prerenderowane tła oraz nagrania wideo. W ostatniej część serii, Myst V: Koniec Wieków, grafika jest w całości wyświetlana w czasie rzeczywistym.